# Huang Hongpin
Huang Hongpin (23 de abril de 1989) é uma basquetebolista profissional chinesa.

## Carreira
Huang Hongpin integrou a Seleção Chinesa de Basquetebol Feminino na Rio 2016, terminando na décima colocação.